# Жостово (селище)
Жо́стово (рос. Жостово) — селище у складі Митищинського міського округу Московської області, Росія.

## Населення
Населення — 340 осіб (2010; 335 у 2002).
Національний склад (станом на 2002 рік):
- росіяни — 98 %